# Olešče
Olešče – wieś w Słowenii, w gminie Laško. W 2018 roku liczyła 266 mieszkańców.